# 金沢市立浅野町小学校
金沢市立浅野町小学校（かなざわしりつ あさのまちしょうがっこう、英語: Kanazawa Municipal Asanomachi Elementary School）は、石川県金沢市京町にある公立小学校。

## 沿革

### 勉致尋常小学校（前身校）
- 1874年（明治07年）8月 - のちの河北郡浅野村に浅野村落小学校が設立される[4]。
- 1878年（明治11年） - 旧藩主前田斉泰の命名により勉致（）小学校と改称[5]。
- 1890年（明治23年） - 小学校令改正により中口村立勉致尋常小学校と改称[6]。
- 1892年（明治25年）4月 - 勉致尋常高等小学校と改称[6]。
- 1904年（明治37年）3月 - 高等科廃止に伴い勉致尋常小学校と改称[6]。
- 1924年（大正13年）9月5日 - 創立50年式を挙行[7][8]。
- 1938年（昭和13年）7月1日 - 本校通学区域のうち元町が森山町尋常小学校通学区域へ変更される[7][8]。
- 1939年（昭和14年）
  - 4月 - 本校通学区域のうち浅野本町と京町が後出の浅野町尋常小学校通学区域へ変更される[7][8]。同月4日に浅野本町児童離別式を行う。
  - 10月10日 - 勉致小学校閉校[7][8]。解散式を行う[9]。

### 浅野町小学校
《主要な出典：》
- 1939年（昭和14年）
  - 4月1日 - 開校、浅野町尋常小学校と称する。
  - 10月11日 - 勉致小学校閉校に伴い同校児童を本校に編入させる[11][12]。
  - 11月1日 - 校舎落成並びに開校記念式を挙行。校歌、校章を制定。
- 1941年（昭和16年）4月1日 - 国民学校令施行に伴い、浅野町国民学校と改称。
- 1947年（昭和22年）4月1日 - 学制改革により、金沢市立浅野町小学校と改称。
- 1959年（昭和34年）11月2日 - 創立20周年記念式典を挙行。
- 1974年（昭和49年）7月 - 勉致尋常小学校記念像を建立（同校の創立100周年にあたる）[13]。
- 1999年（平成11年）11月6日 - 創立50周年記念式典を挙行。
- 2008年（平成20年）7月28日 - 浅野川豪雨災害のため避難所を開設（8月5日まで）。
- 2019年（令和元年）11月16日 - 創立80周年記念式典を挙行[14][15]。

## 学区
田中町、高柳町（ソ、12、13を除く）、小橋町（1番1号～1番11号、2番3号～2番41号、3番4号～3番6号、5番1号～5番18号、6番10号～6番16号、6番18号～6番22号、7番7号～7番16号、8番～18番に限る）、昌永町、京町、浅野本町、浅野本町1丁目、浅野本町2丁目、乙丸町、元町2丁目（15番～19番に限る）

## 進学先中学校
- 金沢市立鳴和中学校[18]